# Brachistosternus kovariki
Espèce
Brachistosternus kovariki est une espèce de scorpions de la famille des Bothriuridae.

## Distribution
Cette espèce est endémique de la région d'Antofagasta au Chili. Elle se rencontre entre 3 200 et 3 600 m d'altitude.

## Description
Le mâle holotype mesure 41,59 mm et la femelle paratype 47,87 mm, les mâles mesurent de 37 à 50 mm et les femelles de 46 à 52 mm.

## Étymologie
Cette espèce est nommée en l'honneur de František Kovařík.

## Publication originale
- Ojanguren Affilastro, 2003 : Las especies andinas de Brachistosternus (Leptosternus), con la descripción de tres nuevas especies (Scorpiones, Bothriuridae). Revista Ibérica de Aracnología, vol. 8, p. 23–36 (texte intégral).